# Konstanty Pociejkowicz
Konstanty Pociejkowicz (ur. 12 stycznia 1932 w Mirance, zm. 18 czerwca 2003 we Wrocławiu) – polski żużlowiec.

## Życiorys
Sport żużlowy uprawiał w latach 1955–1972, przez całą karierę reprezentując klub Sparta (Ślęza) Wrocław. Był siedmiokrotnym medalistą Drużynowych Mistrzostw Polski: trzykrotnie srebrnym (1956, 1957, 1958) oraz czterokrotnie brązowym (1955, 1963, 1967, 1968). Pomiędzy 1957 a 1971 ośmiokrotnie uczestniczył w finałach Indywidualnych Mistrzostw Polski, największy sukces odnosząc w 1960 r. w Rybniku, gdzie zdobył złoty medal. W 1959 r. zajął II m. (za Stanisławem Tkoczem) w Criterium Asów, a w 1960 r. zajął II m. (za Edwardem Kupczyńskim) w Memoriale im. Zbigniewa Raniszewskiego (oba turnieje odbyły się w Bydgoszczy). Czterokrotnie startował w turniejach o "Złoty Kask" (najlepsze wyniki: trzykrotnie VI m. w latach 1962, 1967 i 1968).
W 1960 r. reprezentował Polskę w rozegranym w Göteborgu finale Drużynowych Mistrzostw Świata, w którym polscy zawodnicy zajęli IV miejsce. Wielokrotnie startował w eliminacjach Indywidualnych Mistrzostw Świata, trzykrotnie awansując do finałów europejskich: Göteborg 1959 – X m., Londyn 1966 – XII m. oraz Wrocław 1968 – XVI m.
Karierę sportową zakończył w 1972 roku; dziesięć lat później wystąpił jeszcze w turnieju weteranów w Świętochłowicach.
Pochowany został na Cmentarzu Osobowickim we Wrocławiu (pole/grób/rząd: 54/331/5 od ogrodzenia).

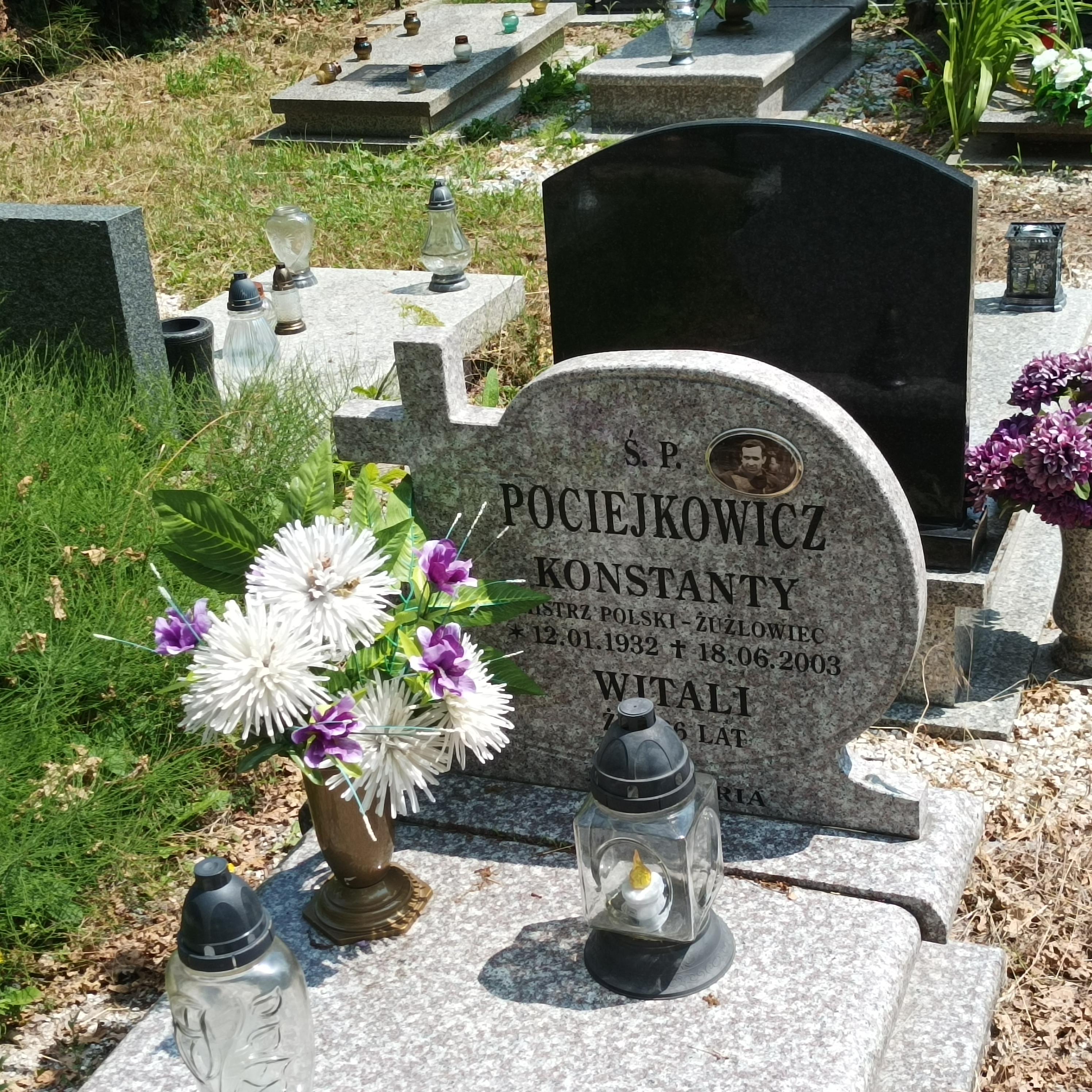
Grób Konstantego Pociejkowicza na Cmentarzu Osobowickim we Wrocławiu

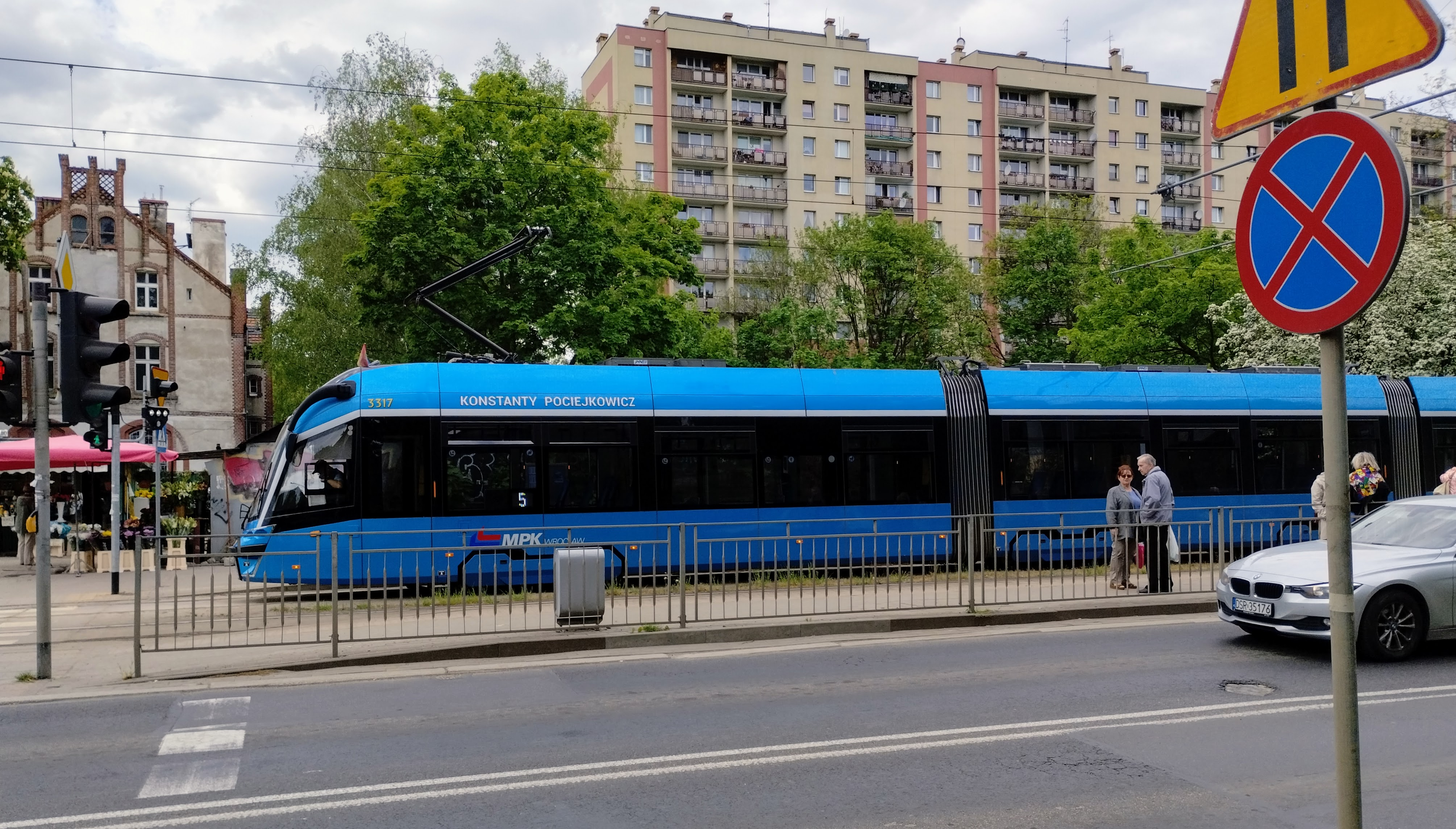
Wrocławski tramwaj nazwany imieniem K. Pociejkowicza

W kwietniu 2023 roku wrocławskie Miejskie Przedsiębiorstwo Komunikacyjne nadało imię K. Pociejkowicza jednemu z nowych tramwajów typu Moderus Gamma (numer taborowy 3317).